# Passauer Kunst Blätter
Die Passauer Kunst Blätter sind eine halbjährlich erscheinende Kulturzeitschrift aus Niederbayern, die vom Kunstverein Passau e. V. herausgegeben wird.

## Geschichte
Die Zeitschrift entstand aus dem halbjährlich veröffentlichten Veranstaltungsprogramm des Kunstvereins. Seit 1988 erscheint dieses Programm als Zeitschrift mit einem Umfang von 36 bis 48 Seiten im Format 21 × 21 cm, gestaltet von Max Reinhart. 
Seit dem Jahr 2000 ist der Kunsthistoriker Martin Ortmeier Schriftleiter der Zeitschrift. Mit Heft 26 (2/2000) erhielt die Publikation unter der Bezeichnung PASSAUER KUNST BLÄTTER (Eigenschreibweise) ein neues Erscheinungsbild (Relaunch durch Martin Ortmeier und Winfried Helm). 

## Inhalt
Jede Ausgabe enthält eine illustrierte Vorschau des Ausstellungsprogramms des Kunstvereins in der Sankt Anna-Kapelle in Passau sowie redaktionelle Beiträge zur regionalen Kunst und Kultur.
Die Titelseiten zeigten bisher Werke namhafter Künstlerinnen und Künstler, darunter Gretel Eisch, Helga Hofer, Walter Mauder, Ben Muthofer und Heinz Theuerjahr.
Einige Hefte setzten einen thematischen Schwerpunkt, etwa auf Akt, Landschaft, Kunst im öffentlichen Raum, Licht, Porträt oder Vergänglichkeit. Heft 50 (2/2012) erschien als Festschrift für Hanns Egon Wörlen. 
Ein Sach- und Namensregister aller Ausgaben ist in Heft 69 (1/2022) enthalten.
Die Zeitschrift ist in regionalen öffentlichen Bibliotheken verfügbar, unter anderem in der Staatlichen Bibliothek Passau (Signatur S/ZMl 160-xx).